# لوئیس میگل رودریگس (بازیکن بیسبال)
لوئیس میگل رودریگس (اسپانیایی: Luis Miguel Rodríguez‎؛ زادهٔ ۳ مهٔ ۱۹۷۳) بازیکن بیسبال اهل کوبا بود.